# Samdrup Jongkhar (plaats)
Samdrup Jongkhar is een plaats in Bhutan en is de hoofdplaats van het district Samdrup Jongkhar.
In 2005 telde Samdrup Jongkhar 5952 inwoners.

## Geboren
- Lam Dorji (1995), boogschutter